# Языковой закон
Языково́й зако́н, лингвисти́ческий закон — общее правило, закономерность, характерные для данного языка, различных языков или языка вообще. Поиск лингвистических законов — важнейшая задача языкознания.
В различных лингвистических дисциплинах понятие закона конкретизуется:
- в фонологии закон рассматривается как закономерность фонетических изменений, приводящая к перестройке фонологической системы того или иного языка[2]. Примерами фонологических законов могут служить:
  - первое германское передвижение согласных, выделившее германские языки из индоевропейской семьи; второе германское передвижение согласных, затронувшее лишь определённые германские языки и диалекты и не произошедшее в остальных;
  - закон открытого слога и закон падения редуцированных в славянских языках, отвердение шипящих[3], оставшихся мягкими в современном болгарском языке, и т. д.
- в семантике под законом понимается общая закономерность изменения значения, выводимая из сходных изменений значений слов в одном или разных языках[2].

## Классификация
Лингвистические законы подразделяются на два типа:
- общие — характеризуют тот или иной уровень человеческого языка вообще. Иначе называются лингвистическими универсалиями. Примером может служить двуплановость языка — наличие во всяком языке плана выражения и плана содержания;
- частные — характеризуют эволюцию фонетических, морфологических, лексических и других особенностей конкретного языка в рамках глоттогонического процесса. Как правило, имеют определённые временные рамки и находятся на разной стадии завершённости.

## Причины изменений
Изменения в языках, имеющие статус частных законов, вызываются как внутренними процессами (к примеру, фонетические процессы редукции, палатализации, ассимиляции и утраты флексий в народной латыни по сравнению с более консервативным классическим латинским языком), так и в результате внешних воздействий (иноязычные заимствования, двуязычие и т. д.) Так, после окончания эпохи романизации различные языковые законы в разных регионах Римской империи развились под влиянием субстрата, суперстрата и адстрата. Дифференция романских языков в Средние века была во многом обусловлена тем, что их общая по происхождению фонология была затронута разными языковыми процессами (ср: лат. factum > фр. fait, исп. hecho, порт. feito, итал. fatto, рум. fapt).
Литературная норма может подавлять развитие тех или иных языковых законов, которые к тому же по-разному проявляются в диалектах того или иного языка. К примеру, в старофранцузском языке действовал мощный языковой закон, приведший к переходу латинского инфинитивного окончания -are [are] в -er [е]: cantare > chanter 'петь', при этом инфинитив фонетически слился с формой причастия chante' 'спетый'. По аналогии подобный же процесс в устной речи начал постепенно охватывать все глаголы, в том числе III спряжения, что в результате привело к переходу finire > finir [fini], однако к этому времени консервативная письменная традиция при поддержке Академии французского языка отказалась признавать данное явление. В результате языковой закон не закрепился в отношении глаголов III спряжения, хотя и стал нормой для первого.

## Универсальность

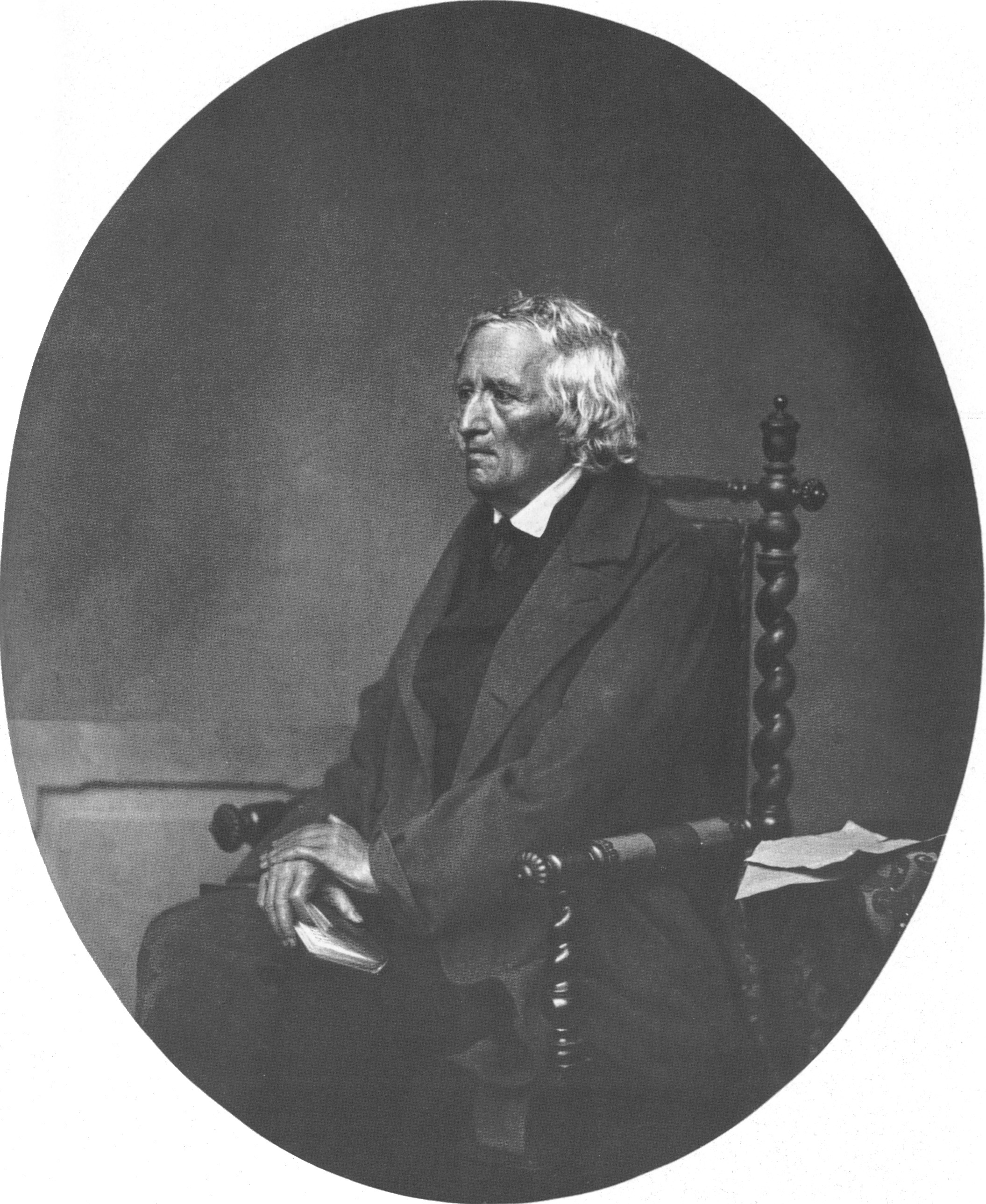
Якоб Гримм, автор закона Гримма

Отличительная черта языкового закона — универсальность. Так, фонетический закон затрагивает все единицы языка, имеющие определённую группу гласных или согласных, с чётко определённой тенденцией к изменению. К примеру, в народной латыни Иберии под влиянием субстрата средиземноморских языков произошёл переход f > h > нуль звука в начале слова (ср. лат. filius > исп. hijo 'сын'). При этом, однако, звук [f] сохранился перед дифтонгом: лат. focus > исп. fuego.
«Исключения» в языковых законах имеют соответствующее объяснение. Так, в народной латыни Иберии латинские окончания существительных мужского и среднего рода -us/-um > -о (ср. лат. caelum > исп. cielo 'небо'). При этом, однако, в ряде частотных церковных лексем этот и другие языковые законы, распространившиеся в устной речи, были реализованы лишь частично: лат. spiritus > исп. espiritu 'дух' вместо гипотетической формы *espirito, лат. benedictum > исп. bendito вместо гипотетического *biendicho, что соответствовало бы закону, что объясняется употреблением латыни в качестве языка богослужения. Иногда «исключения» формулируются в виде более частных законов: так, закон Гримма (первое передвижение германских согласных) был уточнён К. Вернером, и уточнение получило наименование закона Вернера.

## Хронологические рамки
Языковой закон имеет определённые хронологические рамки. Их определение путём лингвистического анализа помогает узнать многое об истории самого языка, даже если не сохранилось письменных памятников. Так, румынский язык имеет множество подобных примеров. В балканской латыни II—V веков активно действовал целый ряд языковых законов, основанных на влиянии субстрата и собственно латинской фонетике. Так, начальный латинский v > b (бетацизм), интервокальный l > r (ротацизм), сочетания an/am > ын/ым и др. Массовая миграция славян в VII—IX веках и распространение старославянского языка в Дакии привело к прекращению действия языковых законов балканской латыни, действовавших до этого. Так, ротацизм интервокального [l] потерял свою актуальность, поскольку был чужд речи славян. Поздние заимствования типа слав. сила → рум. силэ уже не превращаются в гипотетическое *сирэ, как того требовали тенденции в балканской латыни (по аналогии с лат. solis → соаре в исконной лексике), слав. воздух > вэздух, а не гипотетическое *бэздух, славянск. омовение > амвон (а не *ымвон) и т. д. По мере расширения славянского ареала на юге Европы влияние славянского языка становится всеобъемлющим и ощущается на всех уровнях балканской латыни, которая окончательно изолируется от общероманского ареала и интенсивно контактирует со славянской речью, постепенно развиваясь в проторумынский язык.